# پتر شول-لاتور
پتر رومن شول-لاتور (انگلیسی: Peter Roman Scholl-Latour; ۹ مارس ۱۹۲۴ – ۱۶ اوت ۲۰۱۴) استاد دانشگاه، ناشر و خبرنگار برجسته اهل آلمان-فرانسه بود.
پتر شولاتور، سال‌ها از مناطق بحرانی جهان از جمله، ویتنام، ایران، افغانستان و عراق، گزارش می‌کرد. این خبرنگار در زمان انقلاب ایران با آیت الله خمینی در هواپیمایی که او را به ایران می‌برد همراه شد. او سپس با کمک صادق طباطبایی، خواهر زادهٔ خمینی با رهبر انقلاب ایران مصاحبه کرد. پتر شولاتور بجز فیلم و گزارش‌های متعدد از چهارگوشه جهان بیش از سی کتاب هم نوشت.
وی روز شنبه ۱۶ اوت ۲۰۱۴، در سن ۹۰ سالگی درگذشت.

## جوایز و افتخارات
وی برنده جوایزی نیز شد که عبارتنداز:
- شوالیه لژیون دونور (شوالیه) ۲۰۰۵
- جایزه افتخاری (issued توسط Junge Freiheit)Gerhard Löwenthal ۲۰۰۸
- Cross of Merit, First class ۲۰۰۶

## آثار
مرگ در مزارع برنج (۱۹۸۰)
الله با استواران است (۱۹۸۳)
قتل در رودخانه بزرگ (۱۹۸۶)
زندگی با فرانسه (۱۹۸۸)
توهم صلح بهشتی (۱۹۹۰)
شمشیر اسلام (۱۹۹۰)
جهنم برای بی خداها (۱۹۹۱)
زیر صلیب و گره (۱۹۹۲)
جهان در حال انحلال (۱۹۹۳)
برخورد قدرت‌ها (۱۹۹۴)
نکات برجسته سیاست بین‌الملل (۱۹۹۵)
میدان نبرد آینده (۱۹۹۶)
دروغ در سرزمین مقدس (۱۹۹۸)
سایه خداوند بر آتاتورک (۱۹۹۹)
مرثیه ای بر آفریقا (۲۰۰۱)
جنگ با ترور جنگ با اسلام (۲۰۰۲)
روسیه محاصره شده (۲۰۰۷)
جاده ای به سوی جنگ سرد جدید (۲۰۰۸)